# Belenismo

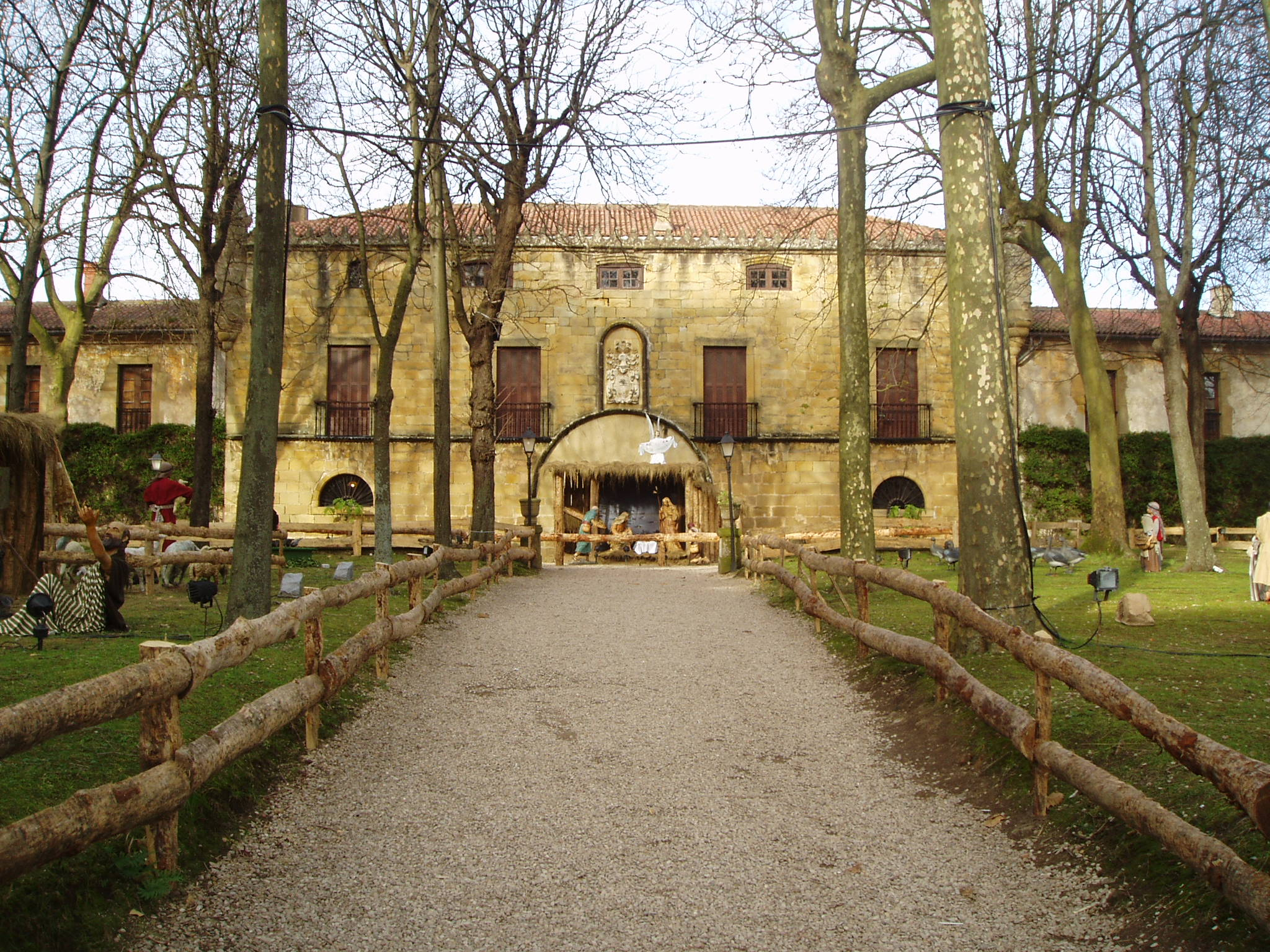
Portal de belén a tamaño real que se representa en el patio del Palacio de Narros (Zarauz, Guipúzcoa) todas las Navidades.

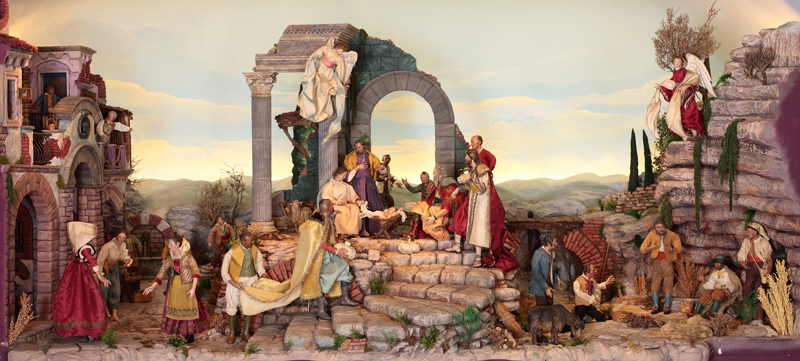
Nacimiento al estilo napolitano.

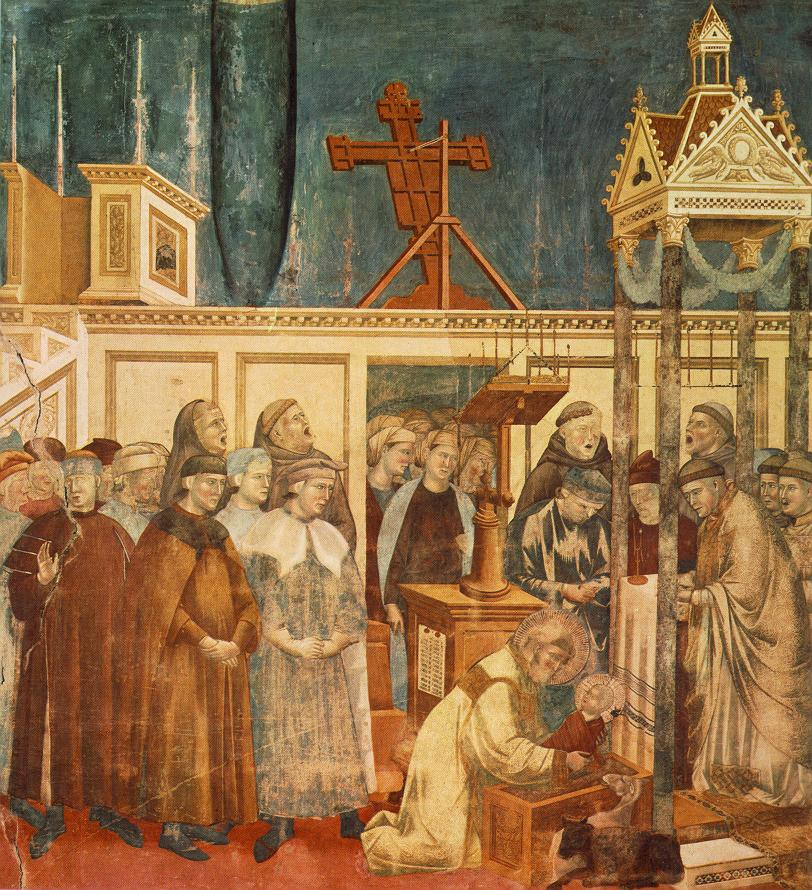
Giotto, El belén de Greccio. Basílica de San Francisco de Asís.

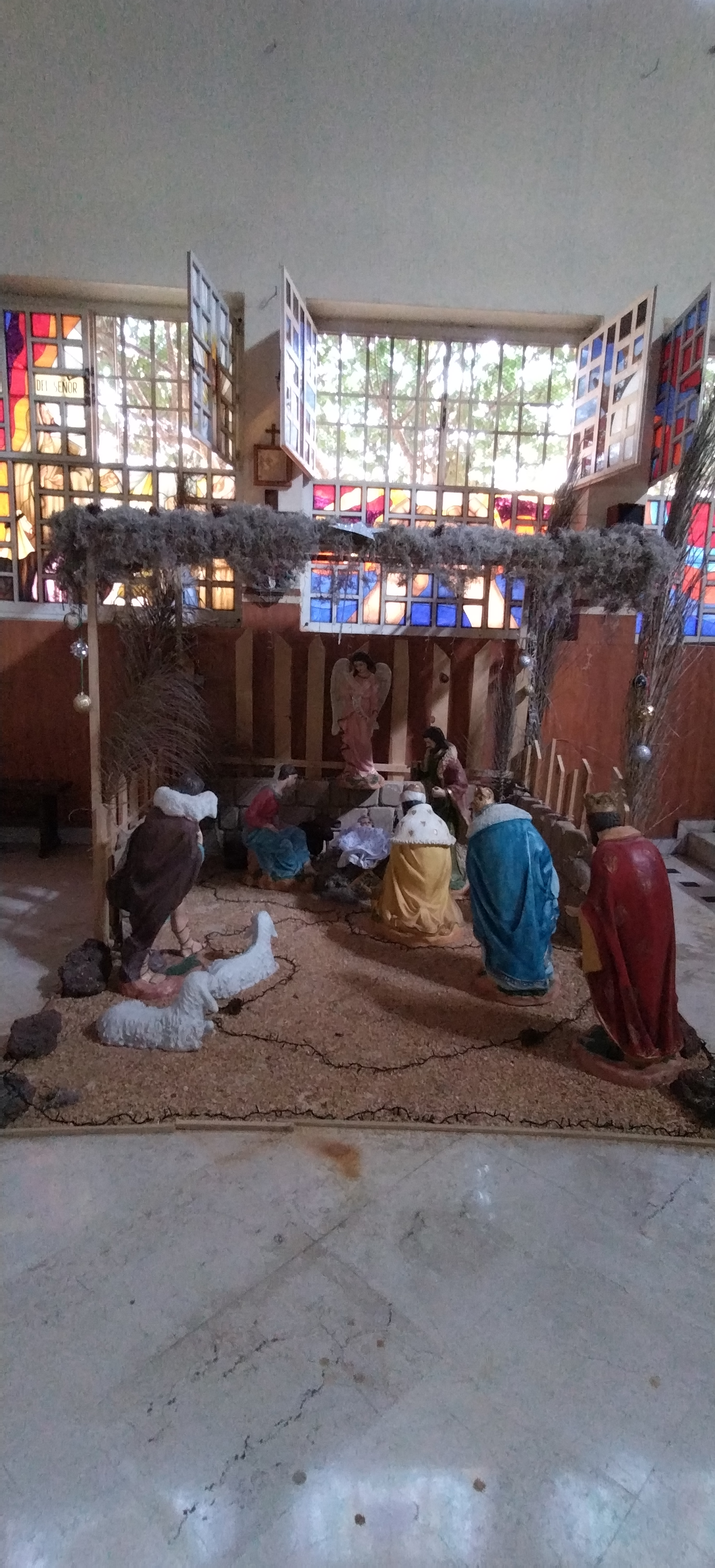
Nacimiento Navideño de la parroquia de Częstochowa en Guadalajara Jalisco

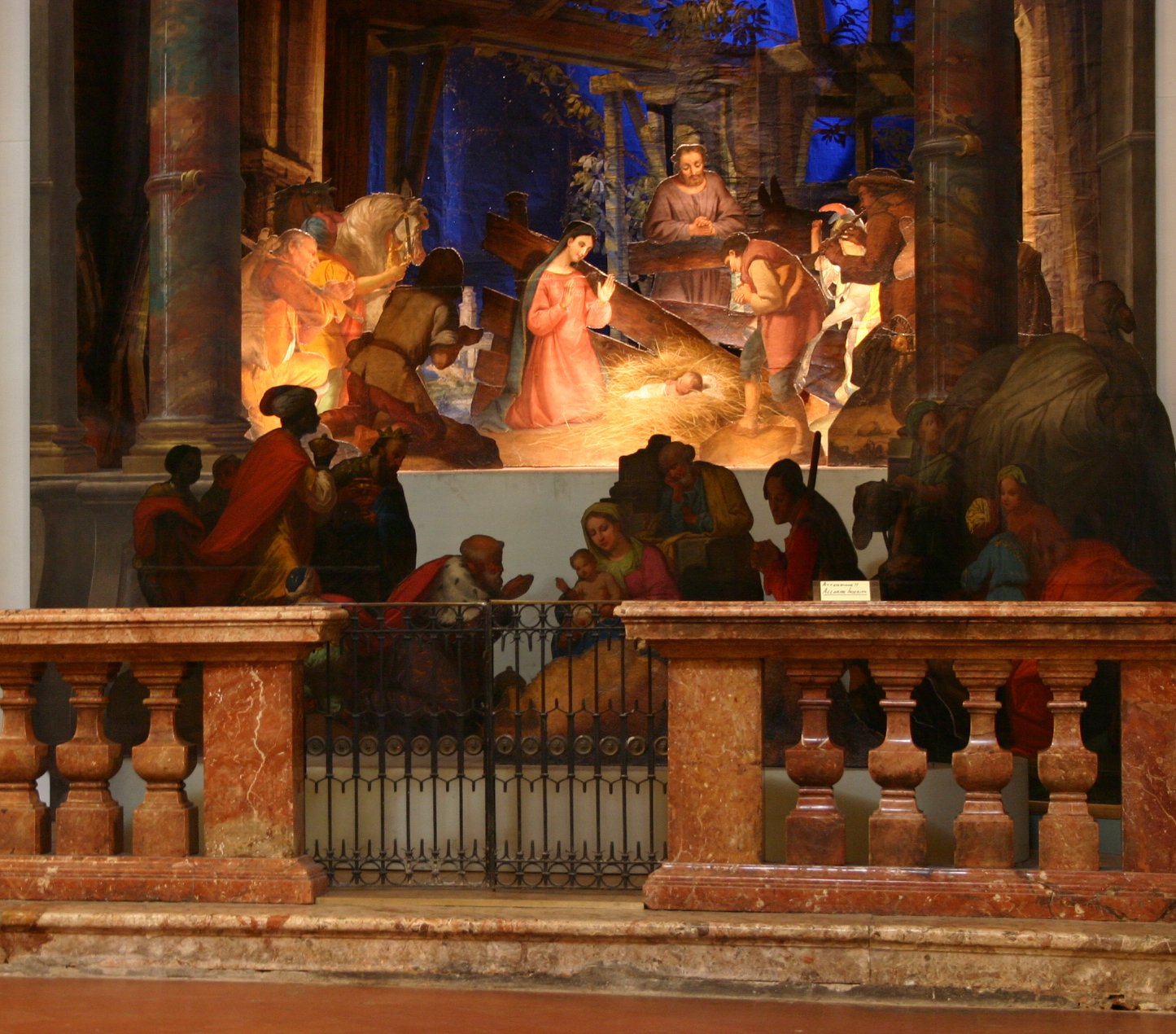
Capella dil Presepe de la iglesia de San Marcos de Milán, de Francesco Londonio, pintura sobre papel montado sobre paneles de madera, ca. 1750.

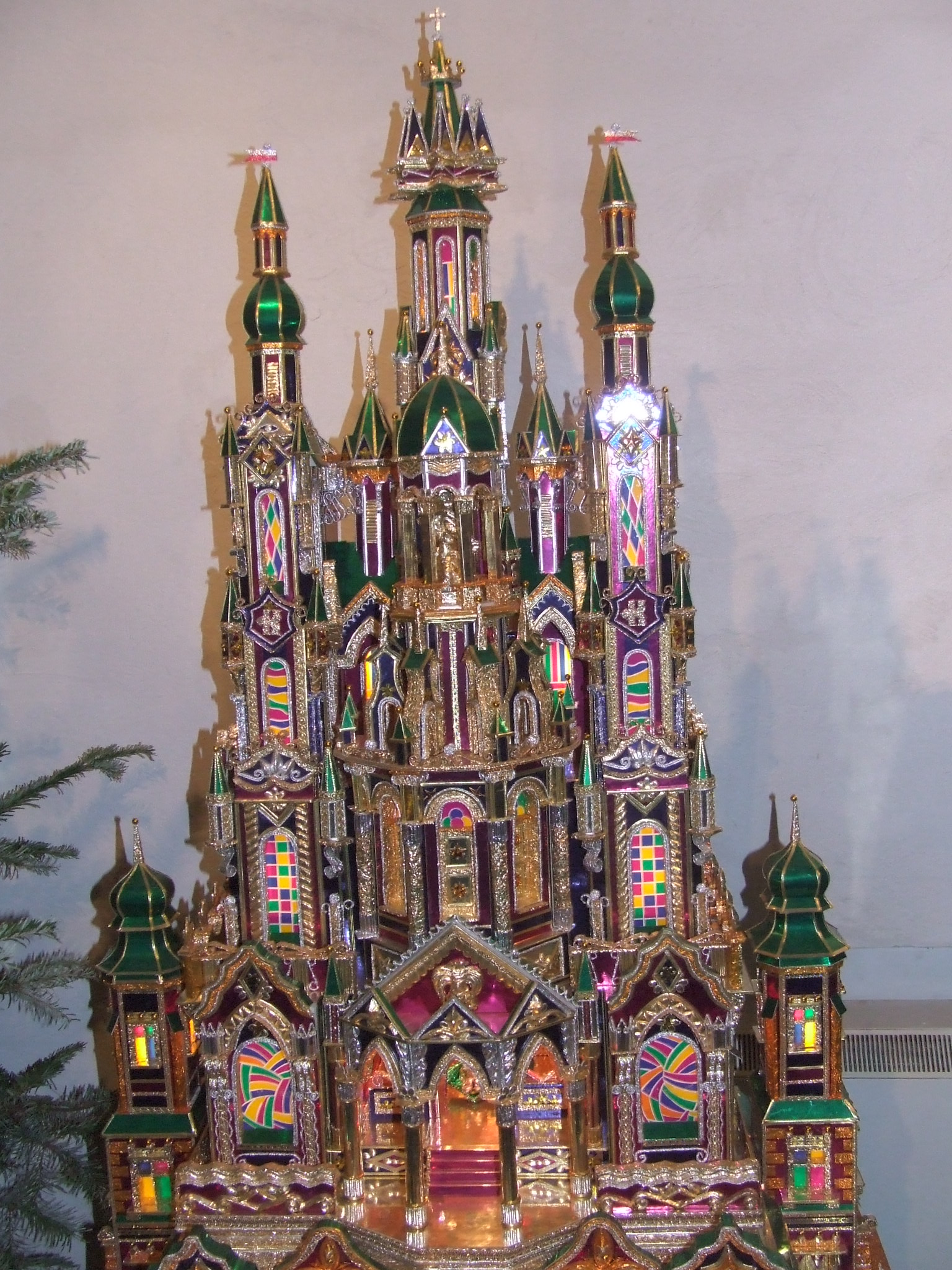
Belén típico de Cracovia, Polonia.

El belenismo o construcción de belenes —también llamados nacimientos, pesebres o portales—, hace referencia a los diversos tipos y modelos de representación plástica del nacimiento de Jesucristo. 

## Historia
Ella (María) se encontraba embarazada y mientras estaban allí (Belén) se le cumplió el tiempo. Así que dio a luz a su hijo primogénito (Jesús). Lo envolvió en pañales y lo acostó en un pesebre, porque no había lugar para ellos en la posada.
Evangelio según San Lucas, II, 7.

La primera celebración navideña en la que se montó un belén para la conmemoración del nacimiento de Jesucristo fue en la Nochebuena de 1223, realizado por san Francisco de Asís. Francisco había regresado recientemente (en 1220) de Palestina e, impresionado por su visita a Belén, se propuso volver a representar la escena de la Natividad en una cueva próxima a la ermita de Greccio (Italia), un lugar que estimó parecido a la zona palestina.
La escena del nacimiento de Cristo no fue representada con figuritas y miniaturas de objetos cotidianos, como hacemos actualmente, ni con personas, aunque para la ocasión San Francisco sí utilizó animales. Tomás de Celano, cronista de la vida de San Francisco, describe la escena en la primera Vida así:
Se dispone el pesebre, se trae el heno, se lleva al buey y al asno. Allí se honra la sencillez, se exalta la pobreza, se alaba la humildad y Greccio casi se transforma en un nuevo Belén.
Se celebró la misa nocturna acompañada de una representación simbólica de la escena del nacimiento, mediante un pesebre (sin niño) con el buey y la mula, basándose en la tradición cristiana y los Evangelios apócrifos, así como en la lectura de Isaías:
"Conoce el buey a su dueño, y el asno el pesebre de su amo. Israel no conoce, mi pueblo no discierne" (Is. 1,3).
Estos animales ya aparecen en el pesebre del siglo IV, descubierto en las catacumbas de la Basílica de San Sebastián de Roma, en el año 1877. Cuenta san Buenaventura, en su Legende de Santi Francisci, que tras celebrar la misa el sacerdote sobre el pesebre (utilizándolo como altar), San Francisco cantó el Evangelio y realizó la predicación sobre el nacimiento de Cristo, hijo de Dios, en circunstancias tan humildes como las que en aquel momento se reproducían (es decir, en una fría noche invernal, dentro de una cueva, resguardado en el lugar donde comían los animales que, junto al Niño, lo calentaban con su aliento), causando una enorme emoción entre los asistentes, de tal forma que el señor del lugar, Juan de Greccio, "aseguró que vio un hermoso niño dormido en el pesebre, que el padre Francisco cogió en sus brazos y lo hizo dormir". Se supone que tras esta primera ocasión (en la que más que un belén puede asimilarse a un drama litúrgico) se fue popularizando la instalación de belenes en las iglesias durante la Navidad, con figuras de terracota, cera o madera en vez de seres vivos.
Antes de la celebración de Greccio, existen muchos antecedentes de representación plástica del nacimiento de Jesús, tanto en las catacumbas romanas (lo que da idea de su relación con el cristianismo primitivo) como en las iglesias y otros lugares relacionados con el culto religioso cristiano. Los antropólogos e historiadores relacionan directamente las figuras del belén con diferentes objetos de culto de formas antropomórficas y animales, desde las Venus prehistóricas hasta las pequeñas esculturas griegas llamadas tanagras, pero muy especialmente por el culto romano a los dioses del hogar (lares) que se realizaba también mediante pequeñas esculturas con forma humana y que se custodiaban en el larario
A partir del siglo XIV, (fundamentalmente a través de los frailes franciscanos, cuya regla consistente en estricta pobreza, humildad, sencillez y cercanía al pueblo -frente a órdenes más ricas, "aristocráticas" y cercanas al poder político- se avenía muy bien con el humilde nacimiento del Mesías, por lo que usaron su representación como elemento de predicación, considerándose por tanto el pesebre un invento franciscano, cultivado especialmente por éstos y por las restantes órdenes franciscanas, como las clarisas y los capuchinos) el montaje de los belenes por Navidad se consolidó como tradición en la península itálica y fue pasando al resto de Europa, al principio como práctica eclesiástica, posteriormente aristocrática y finalmente popular. Sucedió de esta forma en España, ya que cuando, a mediados del siglo XVIII el rey de Carlos VII de Nápoles pasó a ser rey de España, promovió (junto a su esposa, María Amalia de Sajonia) la difusión de los nacimientos entre la aristocracia española, llegando posteriormente a la práctica popular en la toda España y en América.
En el siglo XVIII en América, tras la disolución por decreto papal de la orden de los jesuitas, los franciscanos ocuparon su lugar y usaron los belenes como método de evangelización. Allí son habitualmente anacrónicos, ya que incluyen animales y plantas americanas, que en Palestina no se conocían en tiempos de Jesús, como los guajolotes, magüeyes y nopales, pero que recuerdan el carácter rural de la escena. Esta peculiaridad se debe también a que en la parte latinoamericana situada en el Hemisferio Sur del planeta, en Navidad no se celebra el solsticio de invierno, sino el del verano, por lo que el clima y los productos agrícolas sudamericanos son muy diferentes a los europeos y palestinos.
A partir del siglo XV, se generalizó la costumbre del belén. En 1465, en el Renacimiento, se fundó en París la primera empresa fabricante de figuras de belén. En Alcorcón, se creó el primer taller belenista peninsular en 1471, y tenía influencias de Inglaterra que no llegaron al taller belenista hasta 1501. El tercero en producir figuritas belenistas fue la República de Siena en 1475, de estilo renacentista. El cuarto país en crear figuritas belenistas fue Portugal en 1479, la primera fábrica, que se encontraba en Lisboa, fue quemada por los martinistas en 1835. Cuando Inglaterra adoptó el anglicanismo, las figuritas belenistas fueron quemadas, y debido al rechazo a los íconos, en 1601 se hizo un decreto, la Bethelem Ban, y quien no lo cumpliera sería condenado a muerte; en el siglo XIX, con la consolidación de la tolerancia religiosa, se levantó esa condena. La popular Feria de Santa Lucía de Barcelona, de venta de figuras y objetos para el belén, existe por lo menos desde 1786. Cataluña, Murcia y Madrid, durante el siglo XX, eran centros donde se fabricaron más de cuatrocientos millones de figuras de belén. En la actualidad, existen numerosos talleres artesanales en Cataluña, Murcia, Andalucía y algunos otros en el resto de España que continúan haciendo figuras, que son conocidas y apreciadas en todo el mundo.
Dentro de lo legendario, se especula con el hecho de que fue en San Cristóbal de La Laguna, Tenerife, donde se expuso un nacimiento de forma pública en una casa particular. Ocurrió en el siglo XVII en el domicilio de la familia Lercaro en la calle San Agustín de dicho municipio, edificio que hoy alberga el Museo de Historia tinerfeño y en el que se conserva un belén procedente de Génova. Asimismo, se le atribuye al santo tinerfeño Pedro de San José Betancur, franciscano y fundador de la Orden Betlemita en el siglo XVII, el mérito de ser uno de los principales precursores del belenismo en las tierras americanas descubiertas por los españoles. Precisamente, este es uno de los motivos por lo que este santo es frecuentemente llamado el «san Francisco de Asís de las Américas». En Jódar, Jaén ya hay referencia documental a la instalación de un nacimiento, en un domicilio particular, en el año 1589.
A partir del siglo XIX se documentan las primeras Asociaciones Belenistas, la primera de las cuales fue la de Wenns (Tirol, Austria), en 1860, aunque se cree que en Barcelona ya existía una asociación belenista anterior a esta fecha, su creación oficial fue en 1863; en todo caso, y, puesto que la asociación de Wens desapareció al cabo de un año de su fundación, la barcelonesa es la asociación con actividad en la actualidad más antigua del mundo. La asociación internacional es la Universalis Foederatio Praesepistica (UN-FOE-PRAE), fundada en Barcelona en 1952 y sede actual en Roma (Italia).

## Características y clasificación

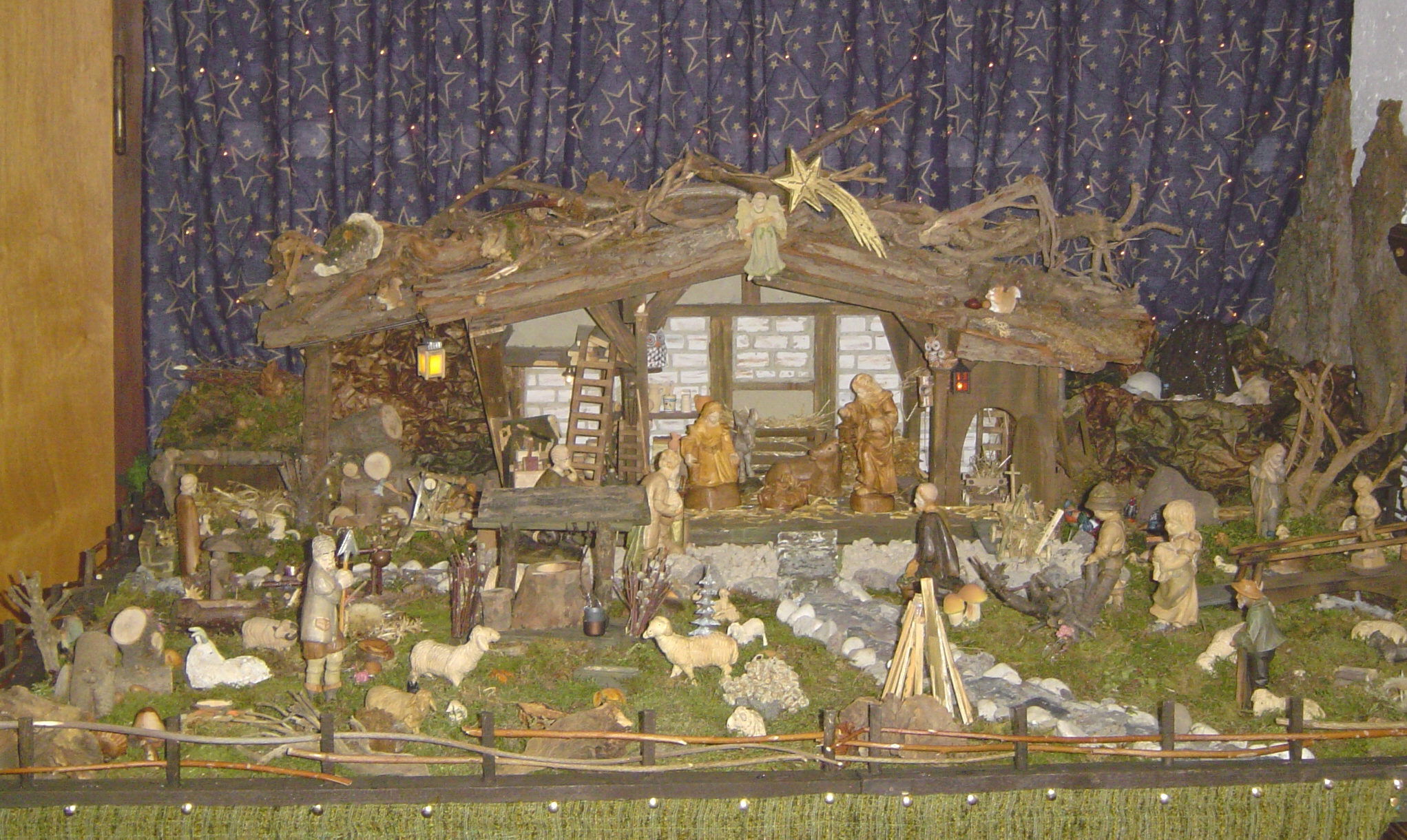
Belén de tipo abierto y estilo popular, de sobremesa, con figuras bíblicas de madera, Alemania.

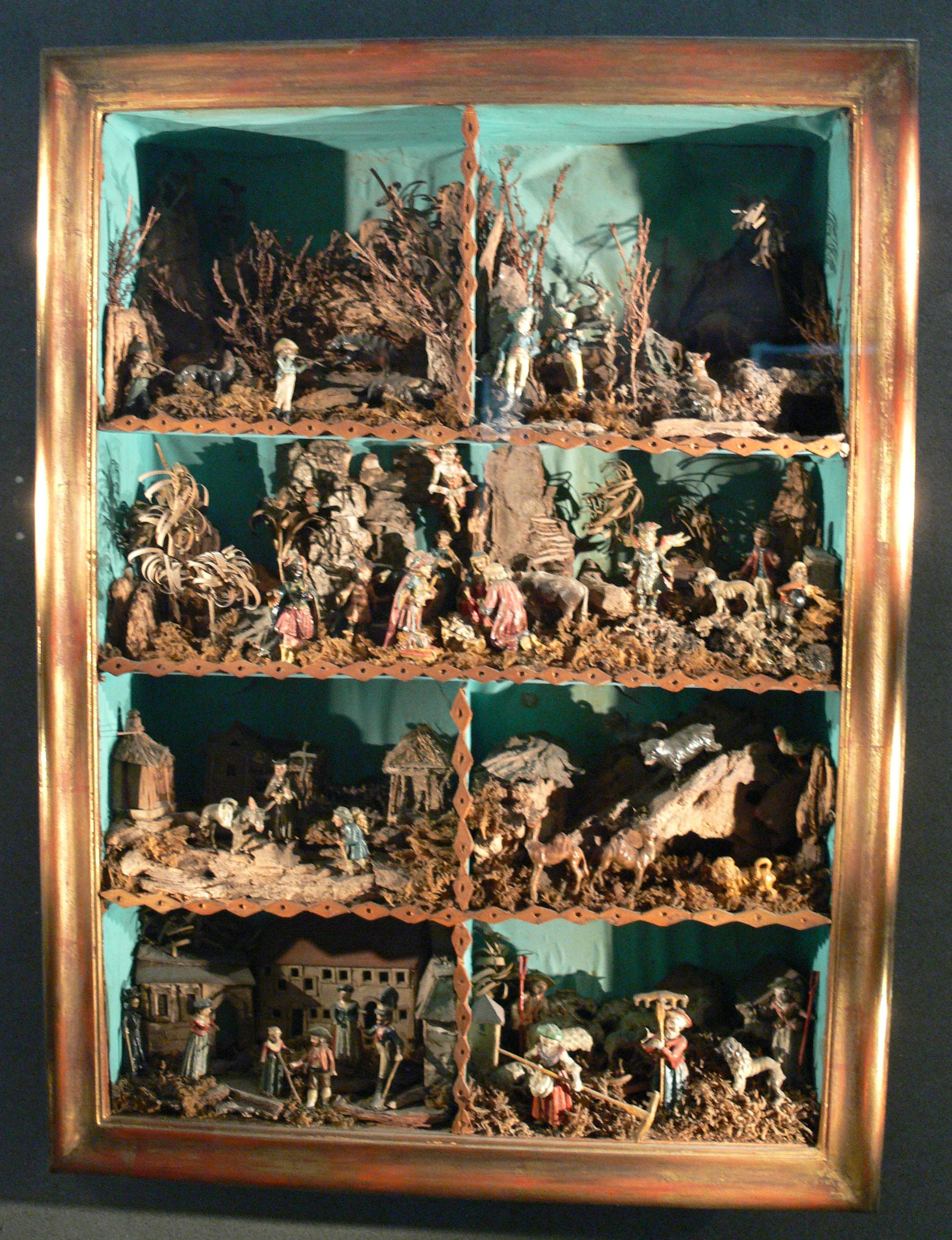
Belén alemán "de escaparate".

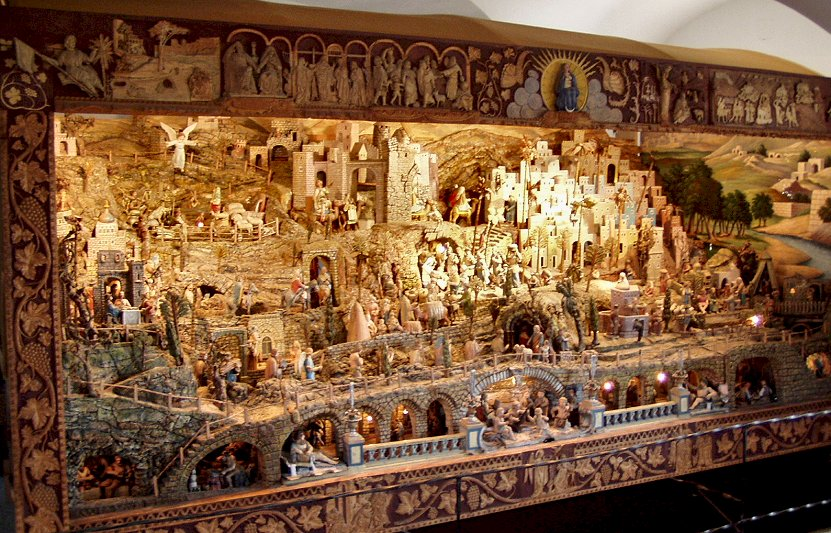
Belén mecánico con movimiento de estilo artístico y figuras bíblicas movibles, Alemania.

El Segundo Congreso belenista internacional, celebrado en Roma en 1955 por la UN-FOE-PRAE aprobó como la definición de belén la aportada por el folklorista catalán Joan Amades: "Entendemos por pesebre (o belén) la representación plástica y objetiva del nacimiento de Jesús mediante la disposición de un país visto de manera panorámica, en el que se sitúa una diversidad de figuras móviles que se pueden mover y alterar de sitio a gusto del que hace el pesebre. Toda otra figuración del nacimiento de Jesús, representada en pintura, vidriería, bajo relieve o cualquier otra manifestación artística que no reúna las condiciones indicadas, no puede ser considerada como pesebre", a lo que añadió el historiador Josep Maria Garrut "el pesebre se destruye después de cumplir su misión". Veremos cómo esta definición "idealista" no acaba de ajustarse a la práctica popular.
El belén representa por lo general a la sagrada familia en un pesebre o, según otras tradiciones, en un establo, granero o cueva, donde, según Lucas 2,7, nació el niño. La tradición los acompaña de una mula y un buey, según el relato de los Evangelios apócrifos y del texto del libro del profeta Isaías y del Habacuc.
Puede incluir además representaciones de los pastores reunidos para adorar al recién nacido, de los tres Reyes Magos con sus ofrendas, de ángeles y de la estrella de Belén. Pero además de estas escenas, se acostumbran a incluir otras, relacionadas con toda la historia del nacimiento de Jesús, como son la Anunciación del Ángel a la Virgen María, la Visitación de María (embarazada) a su prima Santa Isabel (embarazada a su vez de Juan Bautista), la infructuosa Búsqueda de Posada de José y María en Belén, la Matanza de los Inocentes por Herodes y la Huida a Egipto de la Sagrada Familia, e incluso otras menos relevantes como el Sueño de José, la visita de los Reyes Magos a Herodes, los esponsales de José y María, la Presentación de Jesús en el Templo y el Taller de Nazaret de José, carpintero. Las escenas de más carga religiosa, y fundamentalmente la Natividad, son llamados Misterios.
En Cataluña se representan escenas típicas de la Navidad contemporánea, como la ceremonia de montar el pesebre, la Misa del Gallo, el "caga tió" (juego para hacer a los niños los regalos navideños) o la reunión de toda la familia en "Per Nadal, cada ovella al seu corral" (en Navidad, cada oveja en su casa); los pesebres alemanes pueden representar toda la vida de Cristo, incluyendo nacimiento, predicación, Pasión y Resurrección; y en la Provenza francesa se representa todo un pueblo más o menos contemporáneo y sus personajes (los santons), manteniéndose a veces montado todo el año y poniendo la escena de la Natividad solamente en las fechas navideñas tradicionales.
Generalmente el Nacimiento se monta antes de Navidad, tradicionalmente el 8 de diciembre, coincidiendo con la fiesta de la Inmaculada Concepción, y se conserva armado hasta el 2 de febrero, fecha de la presentación de Jesús en el Templo y fiesta católica de la Candelaria. En algunos lugares es costumbre que partir de la fiesta de la Epifanía, el 6 de enero, se añadan las figuras de los Reyes Magos en adoración, que mientras tanto han sido desplazados por el paisaje del Belén.

### Modelos básicos

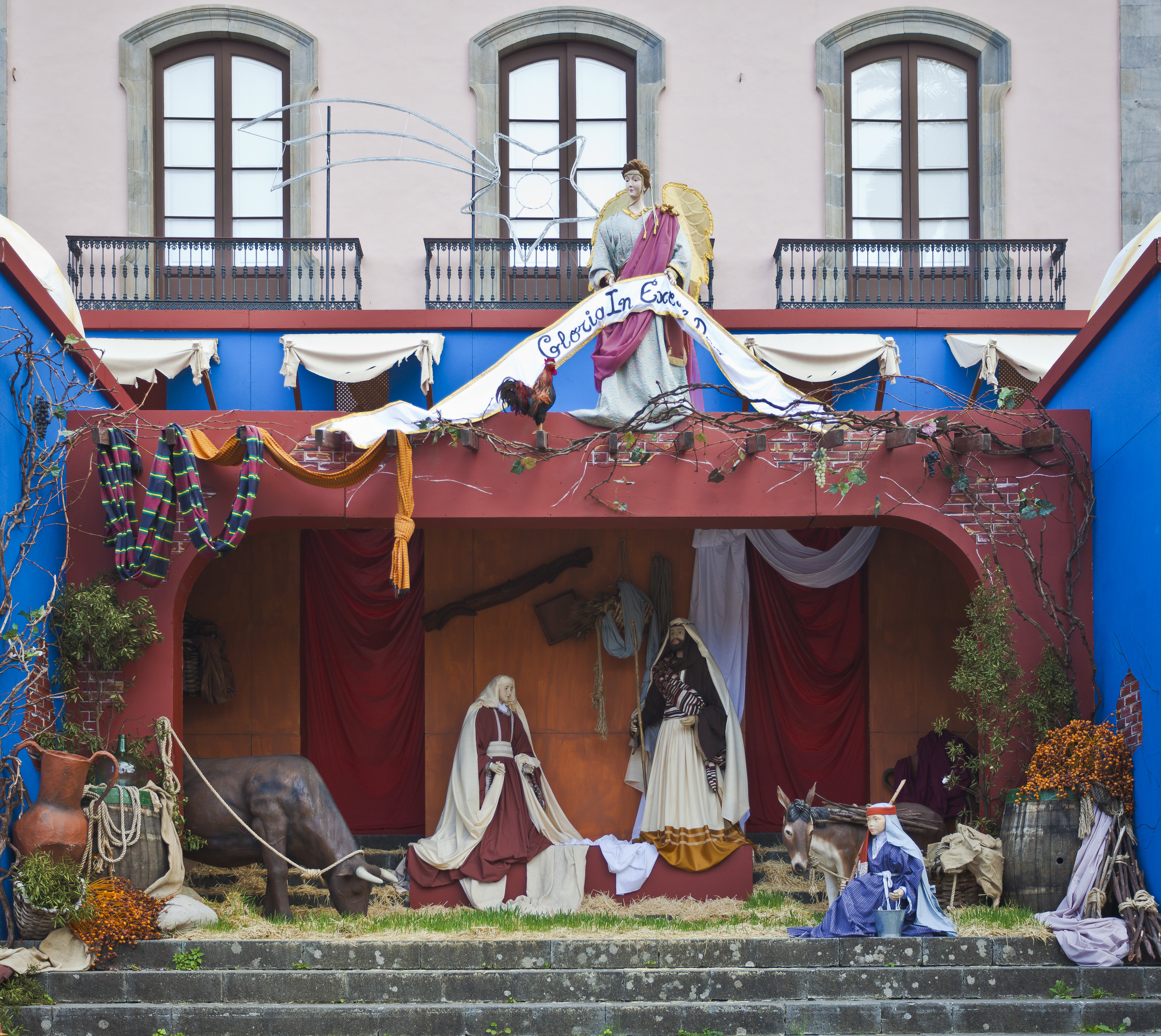
Belén en la plaza del ayuntamiento de La Orotova, Tenerife (España).

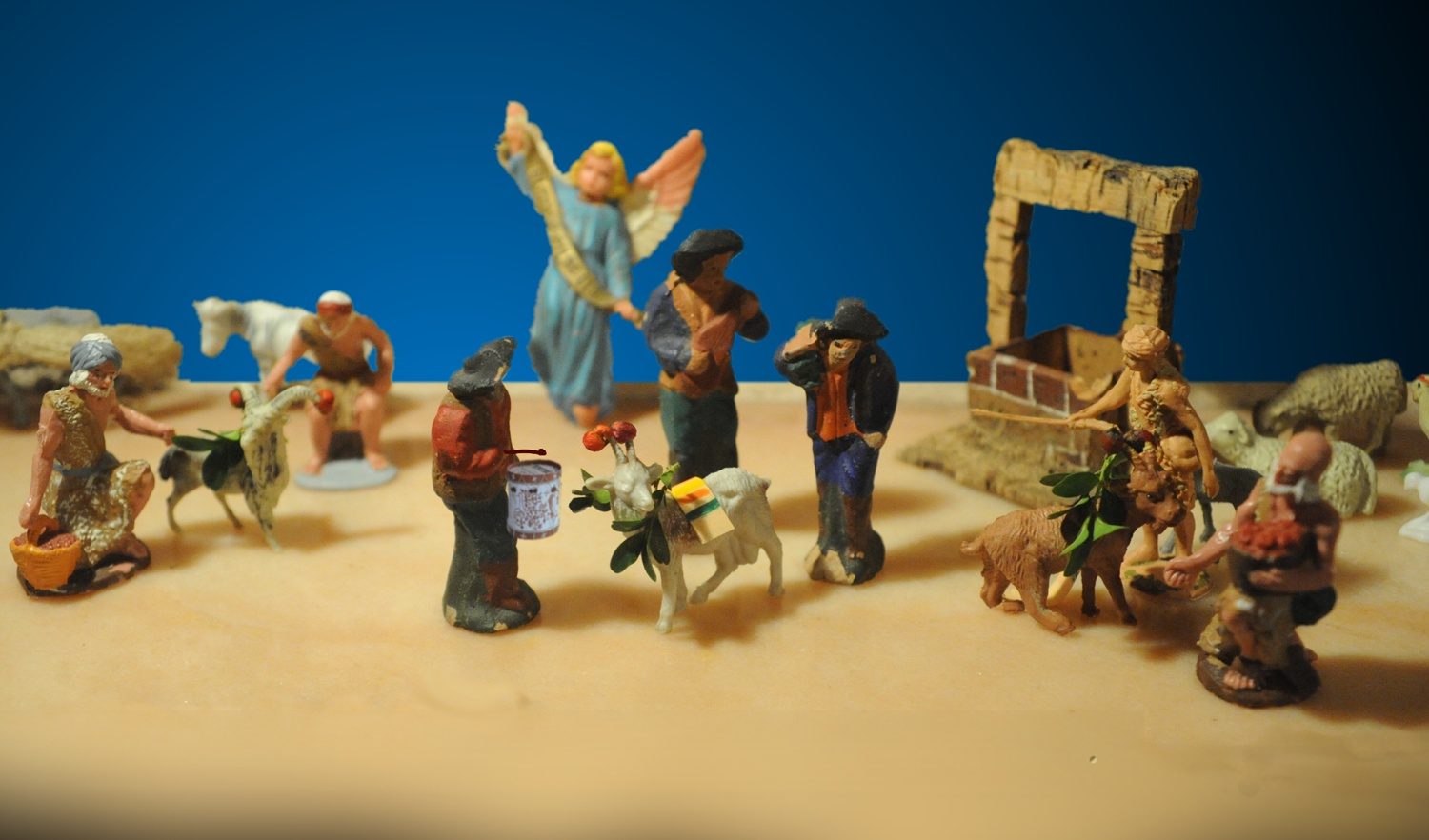
Figuras de un belén extremeño con la tradicional machorrita.

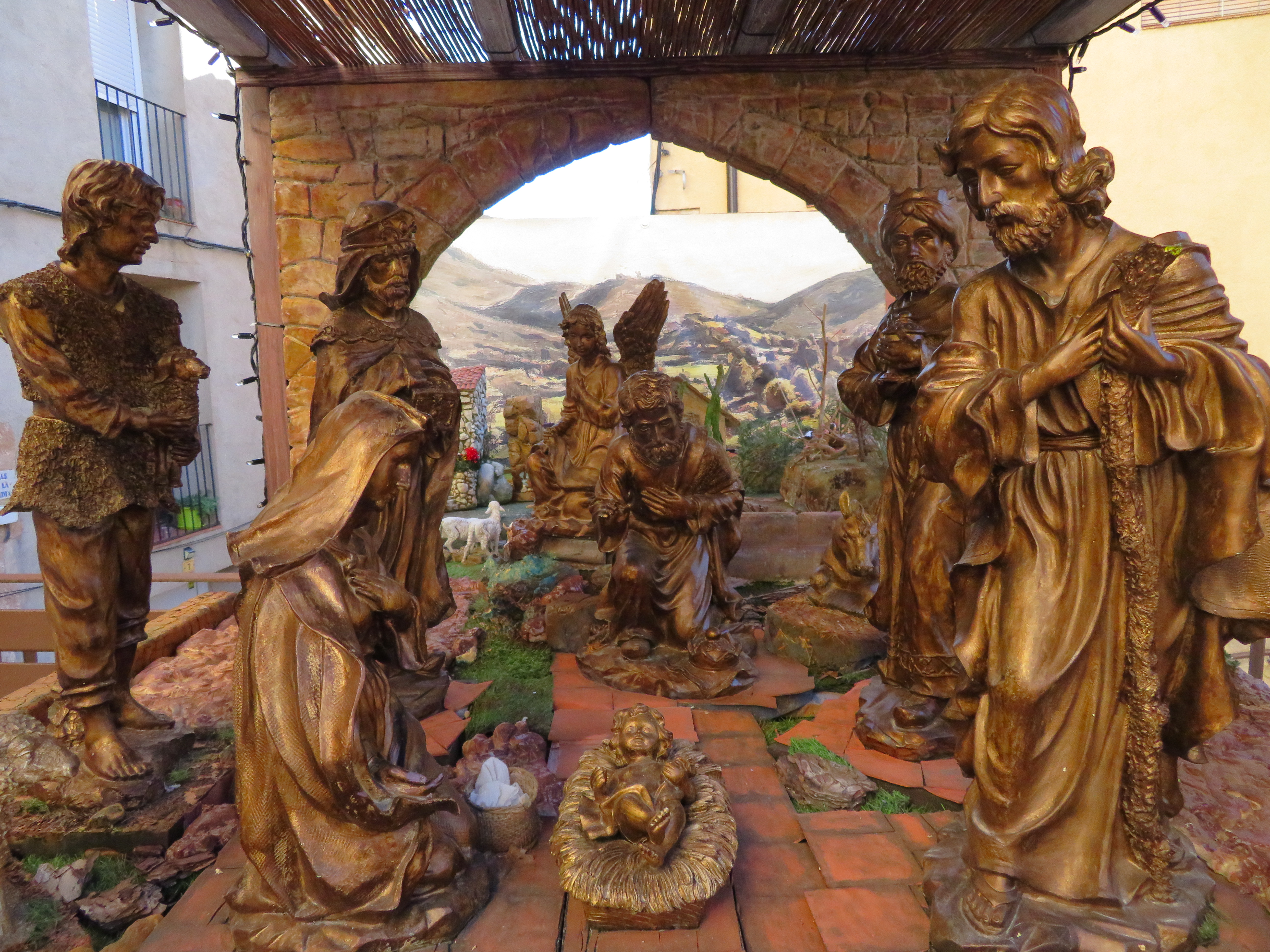
Belén popular, municipio de Prat de Comte

- Belén popular, municipio de Prat de ComteSegún la presentación del montaje, los belenes pueden ser:
  - Abiertos o panorámicos, que son los visibles al menos por tres de sus caras o lados, situados más bajos que el punto de vista del espectador, sin estar rematados por celaje alguno, ni techo ni armazón que lo cierre, sino, en todo caso, por un telón liso de fondo.
  - Cerrados los dotados de un cerramiento exterior (cajón, estructura metálica o de madera, cortinajes, etc.), que encierran el belén dejando como única vista un frente, a través de una embocadura, donde vemos todo como un paisaje cerrado provisto de perspectiva, como en un teatro, y cuyo realismo supera con mucho a los belenes abiertos. Se acostumbran a denominar dioramas artísticos. Una variedad muy importante del belén cerrado, que no es diorama, es el de escaparate o caja, más estrecho que un diorama, tiene varias caras o lados de vidrio que permite ver su interior y a veces puede estar concebido como un retablo que se cierra; su contenido es reducido y ligero para ser manejable y portátil y normalmente solamente representa la Navidad, su característica más singular es que una vez montados no se deshacen más, se exponen durante la Navidad y pasadas las fiestas se guardan[29]
- La segunda clasificación es según la técnica de confección del belén:
  - Populares son los que se realizan utilizando técnicas sencillas de montaje, con materiales tradicionales (corcho, musgo, serrín, papel plateado, etc.) construcciones prefabricadas adquiridas comercialmente (portal y casitas de corcho y madera, ahora muchas veces plástico o resina; papeles decorados pintados como fondo, etc.), presentados normalmente "abiertos" y sin técnicas de perspectiva o muy básicas (como colocar en el fondo del paisaje pequeñas construcciones, figuras de mucho menor tamaño, etc.). La sencillez en el montaje no obliga a que las figuras sean también "populares", ya que muchas veces se utilizan figuras de gran calidad artística, dependiendo del gusto del constructor. En general son los típicos belenes domésticos.
  - Artísticos son los que el belenista realiza utilizando técnicas específicas y sofisticadas, propias del arte, la construcción y el maquetismo, intentando que el paisaje y el entorno del belén sea lo más realista posible o proporcione una serie de sensaciones similares a las de la contemplación de una obra artística. El belenista acostumbra a construir los edificios, modelar el paisaje, poner la iluminación adecuada, utilizando materiales muy diversos como el yeso, la madera, el poliestireno expandido, las pinturas, etc., y utilizar técnicas de albañil, carpintero, pintor, electricista, etc. El belén artístico, además, ha de respetar las reglas de la escala y la perspectiva. Casi todos los dioramas son de tipo artístico, mientras que los belenes abiertos son artísticos y populares de manera indiferente.
- Según la manera y estilo de las figuras y el paisaje representado existen tres categorías:
  - Los bíblicos (también llamados "hebreos" o "palestinos"), que recrean el paisaje, los personajes, los enseres y las costumbres que había en Palestina en el momento del Nacimiento del Salvador.
  - Los locales o regionales, que utilizan paisajes no bíblicos (normalmente de la zona donde vive el belenista) y son normalmente anacrónicos, puesto que las figuras representan personajes de tipología local, regional y o costumbrista, de épocas diferentes a la del nacimiento de Cristo; por ejemplo, en Nápoles se utilizan figuras vestidas a la moda del siglo XVIII, en Francia son figuras de finales del XIX o en Sudamérica visten las ropas tradicionales de cada provincia o de la gente humilde.
  - Los modernos, serían construidos de forma no figurativa, sino siguiendo las convenciones del arte contemporáneo y llegando hasta la abstracción, utilizando materiales y técnicas no convencionales y de diversa procedencia, como el metal, conchas, tejidos, botellas, luces, origami, "instalaciones·, etc.

- Los belenes pueden ser de cualquier tamaño, desde belenes en miniatura que se pueden colocar (como ejemplo extremo) en el ojo de una aguja o de forma más habitual en cajas de música, en botellas o tinajas, etc., pasando por belenes de sobremesa, los más frecuentes en el ámbito doméstico, de tamaño reducido, que se colocan encima de algún mueble, bajo el árbol de Navidad o en el hueco de la chimenea, por ejemplo, hasta los nacimientos grandes, que ya necesitan una ubicación específica al ocupar una parte considerable de una habitación. Pero desde el punto de vista del tamaño, los más relevantes son los belenes Monumentales, los que generalmente construidos en el exterior, aprovechando incluso rincones naturales de un terreno, ocupan una superficie grande y suelen ser obra de varios artistas. Como ejemplo de belén monumental puede citarse el de Vitoria (Álava, País Vasco, España), que se instala desde 1962 en el Parque de la Florida y que posiblemente sea el más grande del mundo, a tamaño natural, de su modalidad. En Cataluña se construyen pesebres monumentales en espacios interiores, normalmente presentados como la narración de una historia teatralizada, en que no es tan relevante el tamaño (aunque ocupen escenarios de tamaño medio o grande) como el movimiento de los dioramas, los decorados, las figuras, la música y la calidad del texto narrado.

- Por los personajes empleados se clasifican dos tipos de nacimiento:
  - Los vivientes, en que personas reales desarrollan las diferentes escenas del belén, incluso con la participación o no de animales vivos y vegetación natural. Aunque el primer belén, el de Greccio, fue de este tipo, ha de ser considerado más una representación de tipo teatral o religiosa (como los autos sacramentales) que un belén.
  - Los tradicionales, en que utilizan figuras realizadas en diferentes materiales para todas sus escenas. A su vez se subdividen en:

-Fijos: Sus figuras no realizan movimientos, aunque en algunos belenes, en especial los populares, pueden ser desplazadas dentro del escenario, mientras que en los artísticos, y en especial en los dioramas, las figuras ocupan lugares preestablecidos y fijos de los que no pueden ser movidos (normalmente están fijados a la escena con algún medio)
-Belenes con movimiento: Dispositivos mecánicos o eléctricos permiten que las figuras realicen movimientos repetitivos.
Existen otros tipos de belenes fuera de la clasificación anteriormente expuesta, como los polacos, que consisten en una gran construcción de cartón y madera, reproduciendo los templos al estilo eslavo, colocando el nacimiento fijo en un balcón de la fachada y los personajes secundarios (a veces móviles) por el resto del edificio. También es digna de mencionar aquí la tradición checa de los belenes recortables de cartón.
A nivel arquitectónico, una de las mejores plasmaciones artísticas del belén podemos encontrarla en la Fachada del Nacimiento del Templo de la Sagrada Familia de Barcelona, obra de Antoni Gaudí.

## Tradiciones locales
En Costa Rica el 25 de diciembre se pone la figura del niño Jesús en el pesebre entre María y José y se les acercan los Reyes Magos simulando que ya han llegado a dejar sus ofrendas. El 6 de enero, día de la Epifanía se ponen los Reyes yendo hacia atrás como si ya estuviesen partiendo. Tradicionalmente, el día 2 de febrero se quitan los pesebres hasta el próximo año.
En los pesebres populares de Cataluña (España), se incluye una figura típica y muy antigua llamada caganer que representa a un campesino en el acto de la defecación, que hace referencia a cultos agrarios relacionados con la fertilidad del campo. El "pessebre" puede montarse antes de Navidad, pero es costumbre no poner el Niño en su cuna hasta la Nochebuena. La fecha tradicional para desmontar el pesebre es la Candelaria, el 2 de febrero. La actividad pesebrística catalana se organiza a través de Asociaciones, que montan exposiciones durante la Navidad y organizan concursos. Parte de los personajes del pesebre catalán se basan en la obra "Els Pastorets" (los pastorcillos), obra de teatro sobre la Natividad escrita por Folch i Torres. A principios de Navidad, entre el primer sábado de diciembre y el 23 de mismo mes, se monta en Barcelona, en la Plaza de la Catedral, la Fira (Feria) de Santa Llúcia, una de las más antiguas del mundo y la más importante de España (sin parangón con ninguna otra por la variedad y cantidad de su oferta), donde se encuentran todo tipo de figuras, accesorios para montar el belén (casitas, construcciones, aperos rurales y ajuar doméstico, luces, corcho, musgo, etc.) así como árboles de Navidad, muérdago, zambombas, "tiós" (tronco de árbol que se golpea para que los niños obtengan regalos) y objetos de decoración navideña. Existe una similar, pero más pequeña, frente a la Sagrada Familia.
En Laguardia (España), se instala desde 1749 un Belén barroco de movimiento, ya que sus figuras de tela, madera y cuero son articuladas. En los días festivos de Navidad, tras la Misa Mayor, se escenifican distintos momentos del nacimiento y vida de Jesús. Al son de diferentes piezas musicales, a cargo de los gaiteros de la localidad, los pastores danzan, giran y se golpean moviendo sus brazos y piernas, al tiempo que los carneros luchan con sus esquilas. El 1 de enero se escenifica la presentación del Niño Jesús en el Templo, y el 6 de enero, día de la Epifanía o de los Reyes Magos, la adoración de los mismos al Niño. Pasadas las fiestas de Navidad, el primer domingo de febrero se escenifica la huida a Egipto. Actualmente el belén está formado por un conjunto de 73 piezas. Este belén fue instalado en agosto de 2006 en Perelada durante la celebración del "Festival Internacional de Música" que se celebra cada verano desde 1987 en la mencionada localidad catalana. Fue la primera vez en la historia en que este conjunto se representó fuera de su parroquia, Santa María de los Reyes. En aquella edición, el Belén de Laguardia compartió cartel con artistas de talla internacional, como Montserrat Caballé, Jessye Norman, Riccardo Muti o Caetano Veloso.

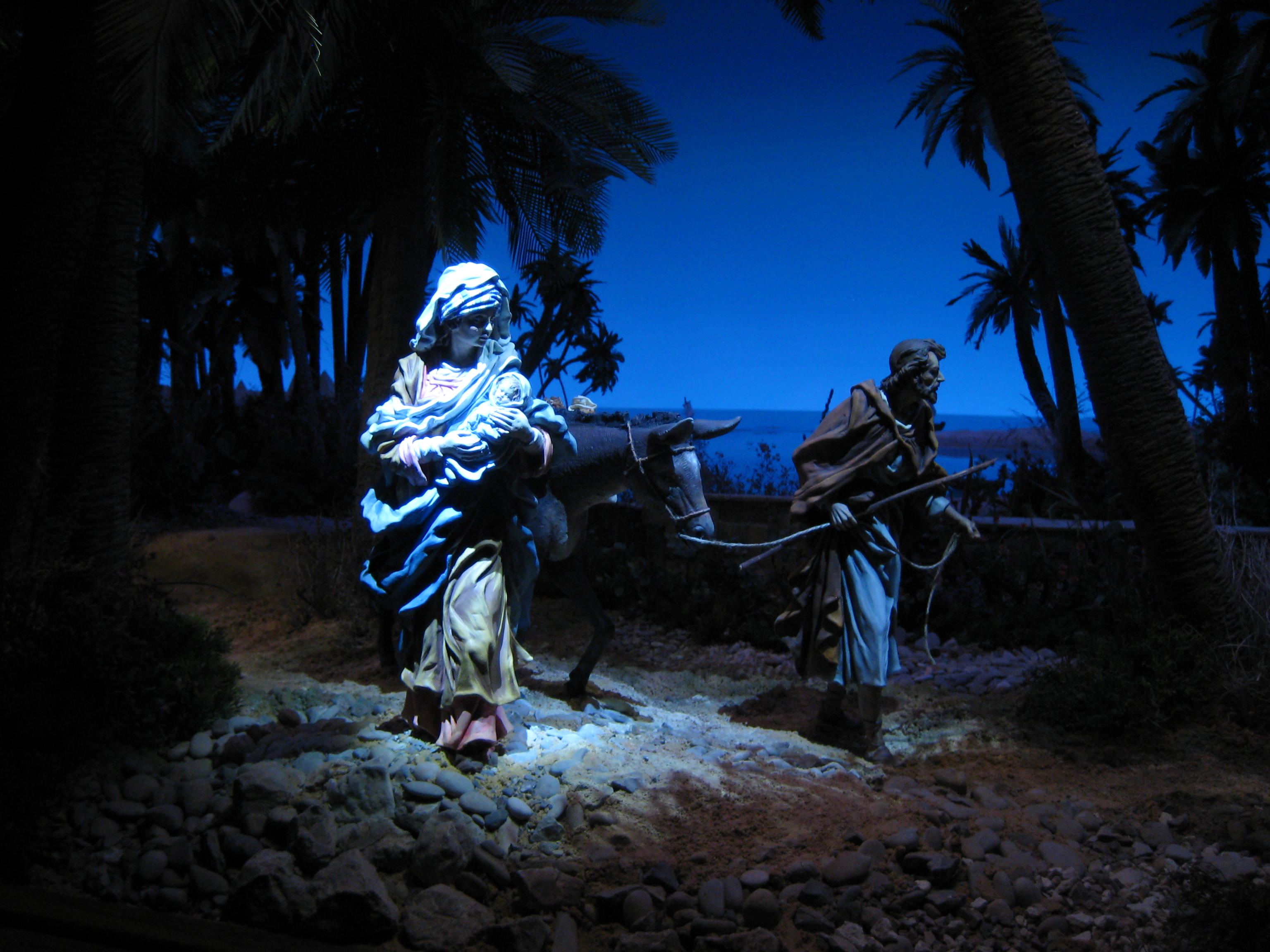
Escena de la Huida a Egipto del nacimiento monumental "Salve, Emmanuel". Muestra del Belén de Jerez de la Frontera (Cádiz).

En Jerez de la Frontera (España), la tradición belenista se documenta desde 1966, con la instauración del Concurso de Nacimientos Familiares Y Entidades promovido por Radio Popular. En el año 1976 se funda la Asociación de Belenistas de Jerez, la más veterana de las asociaciones de Andalucía y una de las más prestigiosas de España por su técnica de construcción de belenes, creando con dicha singularidad escuela. Es destacable la Muestra del Belén de Xerez (o Museo del Belén), que desde diciembre de 2011, año de su inauguración, expone de manera permanente el montaje "Salve, Emmanuel", un nacimiento monumental con efectos de luz y sonido que narra las escenas más significativas de la natividad, verdadera joya artística del arte belenista. La ampliación de esta muestra se ha llevado a cabo desde el año 2012 con la inauguración de exposiciones permanentes de dioramas con temática navideña o de la Natividad, nacimientos de estilo hebreo o regionalista, exposiciones de esculturas de artistas belenistas tanto noveles como de renombre y un monumental belén napolitano.
Desde 1972 en Begonte (Lugo, España), un Belén electrónico concita la atención de toda Galicia, y alrededor de 40.000 gallegos visitan cada año esta instalación que refleja el día y la noche, la lluvia y la nieve, la cultura y los trabajos de un rural que no ha dejado de cambiar en las últimas décadas, teniendo como marco reproducciones de las casas de la comarca y el ambiente ya casi desconocido del rural gallego de mediados del siglo XX. La electrónica en 1972 era una utopía, y ya que en la actualidad forma parte de nuestra vida cotidiana, el Belén que conquistó a los visitantes por el movimiento de sus figuras, conquista desde hace muchos años por su inocencia, por reflejar la tradición y la historia, por hacer que los mayores se asientan como niños, y los niños en su casa. Declarado de interés turístico gallego en 2014, con medio centenar de ediciones en su haber, el Belén de Begonte abre sus puertas físicas desde el primer sábado de diciembre al último sábado de enero, y además es posible verlo virtualmente en cualquier momento del año, en castellano, gallego e inglés, en la web http://www.belendebegonte.es/belenvirtual.

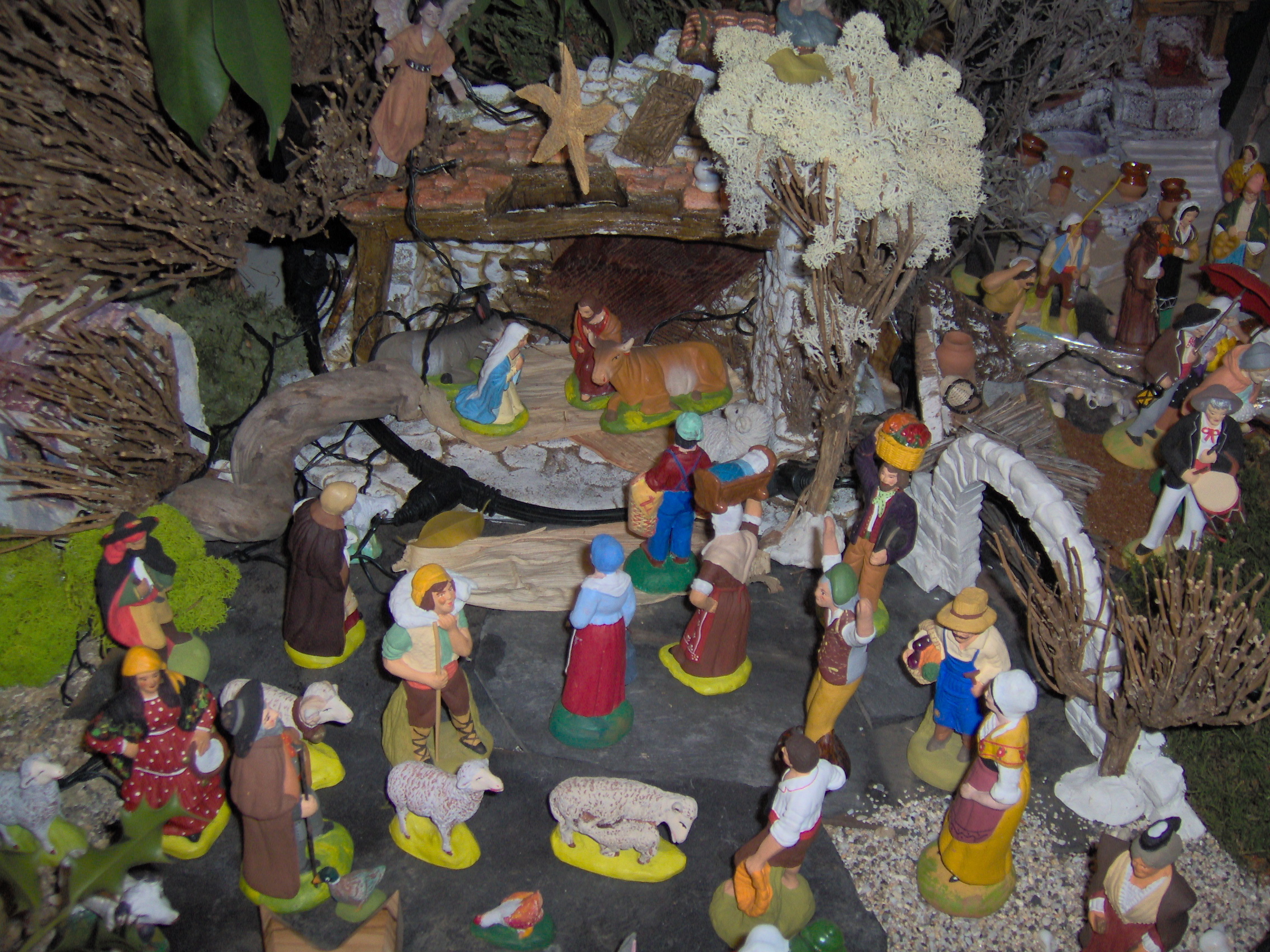
Belén abierto, popular, con figuras regionales de Occitania, los "santons".

En Provenza, al sur de Francia, los belenes incluyen a veces centenares de figurines de arcilla pintados llamados santons, que representan todos los oficios y profesiones tradicionales de la región. Debido a su valor cultural, los santons se coleccionan más allá de su uso en el Portal. Gran parte de las figuras provenzales surgen de la obra literaria "La pastorale Maurel", una popular e ingenua representación teatral inspirada en la Navidad.
En la región andina de Venezuela se realiza generalmente una ceremonia para levantar al niño Jesús, llamada «Paradura del niño». En la región capital, los nacimientos combinan tradiciones criollas con modernas. Utilizan hojas de plátano y casitas coloniales de múltiples colores.
En Ecuador, México, Colombia, Guatemala, El Salvador, Venezuela, Perú, Argentina, Chile y Canarias (España), la figura del Niño se coloca después de la llegada de la Navidad, fecha en que se celebra su nacimiento, y luego de ser «arrullado» es colocado entre José y María. En el arrullo, los padrinos del niño (quienes son encargados de dar los aguinaldos) toman al niño en una sabanita y comienzan a arrullarlo mientras se canta "duerme y no llores" u otro canto de arrullo o villancico y luego se da a besar a todos los presentes. Cada persona, toma una colación cuando besa al niño y al término; el niño es colocado entre José y María. Luego se reparten los aguinaldos, se quiebran las piñatas, y se tiene la cena de Navidad.
En Perú el nacimiento se desmonta el 6 de enero, en una celebración llamada Bajada de Reyes, en la cual se invita a familiares y amigos, y se festeja mientras se va desmontando uno a uno las figuras del nacimiento. Dicha celebración se repite en grupos más grandes como comunidades o empresas privadas. Así mismo, en la región de Ayacucho existe el Retablo ayacuchano que consiste en un nacimiento dentro de una especie de caja de madera, que al abrirse recuerda los grandes altares de los templos del lugar, pero cargados de figuras y de colorido, pudiendo alcanzar grandes tamaños.

## Simbolismo italiano, español y americano
Algunos de los símbolos de las figuritas:
- Benin o Benito, pastor durmiendo y que significa que uno nunca debe de perder la esperanza. Viene de Bolonia y en América representa la pereza o el descanso después del trabajo. En el simbolismo del pesebre napolitano, Benin es el niño pastor que duerme y sueña con el Nino Jesús y es el personaje más representativo: puesto al comienzo del camino del pesebre, es la culminación de varios hilos de la cultura occidental, sino también el símbolo de una vida más justa, en armonía con la naturaleza.
- Vicultor , que recuerda a la Eucaristía y en América son las palmeras que significa que Cuba fue la primera tierra colonizada por España.
- El Pescador recuerda simbólicamente San Pedro, un pescador de almas; Además en el pesebre popular, como imagen de la vida, se opone al cazador: simbolismo presentes en otras tradiciones religiosas y populares.
- Los borrachos son la personificación del Carnaval y de la muerte en el pesebre de Mónaco, el símbolo de una unión entre lo sagrado y lo profano que se realiza en el pesebre napolitano. En América es el Ermitaño que reza para no caer en tentación y purificarse antes de ver a Jesús.
- La gitana, una mujer joven con la ropa rota, pero llamativa, que previendo el futuro, predice la pasión de Jesús, y que en América es la mujer joven que ofrece frutas a la Virgen María y representa la Vida Eterna que Jesús ofrece.
- La ramera, a diferencia de la pureza de la Virgen, se encuentra cerca de la posada. En América no existe esta representación.

### Vendedores
Los vendedores son doce, y representan los meses del año.
- Charcutería por enero en América el matador de puercos.
- Vendedor de Queso de febrero.
- Vendedor de pollos o pajarero de marzo.
- Venta de Huevos por abril. Puede también ser representado por una pareja casada que lleva una cesta de cerezas y frutas o cargando una gallina.
- Panadero por junio, en América la Torteadora.
- Vendedor de Jitomates por julio.
- Vendedor de Sandías por agosto.
- Vendedor de higos o zanahorias por septiembre.
- Vicultor o cazador por octubre.
- Vendedor de castañas por noviembre en América vendedor de jarros.
- Vendedor de pescados o una pescadería por diciembre.

## Legislación y normativas
Como la recogida masiva de musgo para hacer belenes puede poner en riesgo algunas especies raras existen diversas normativas al respecto. En España está prohibida la recolección de Cladonia mediterranea, un liquen blanco parecido al musgo. No obstante puede llegar a verse en tiendas españolas, importado de zonas como Finlandia donde es abundante. Cada comunidad autónoma tiene su propia legislación: en las partes más secas del país está totalmente prohibida su recogida, mientras que en las partes más húmedas sólo se prohíbe recoger determinadas especies. Por ejemplo, la Comunidad de Madrid tiene prohibido "cortar, arrancar o recolectar plantas, ni otros recursos o materiales naturales, para usarlos como adornos navideños como ramas de acebo, muérdago, tejos o musgos, para evitar dañar el medio natural y afectar a la biodiversidad", y recomienda usar en su lugar serrín, corcho, barro y arena, así como adornos naturales secos tales como semillas, piñas u hojas secas. En la comunidad de Aragón, se multa con hasta 60 000 euros la recogida de cualquier especie que aparezca en el Catálogo de Especies Amenazadas de Aragón, incluyendo acebo y varios tipos de musgo.
En Venezuela, en 2013 se prohibió la recogida de musgo, líquenes y otras especies.
En cuanto a la fabricación de figuras de belén existe la norma técnica UNE 400901:2004, que recoge los requisitos que deben reunir las figuras artesanales de arcilla cocida para belenes, así como los métodos de ensayo correspondientes.